# الجامعة الكاثوليكية (لوفان)

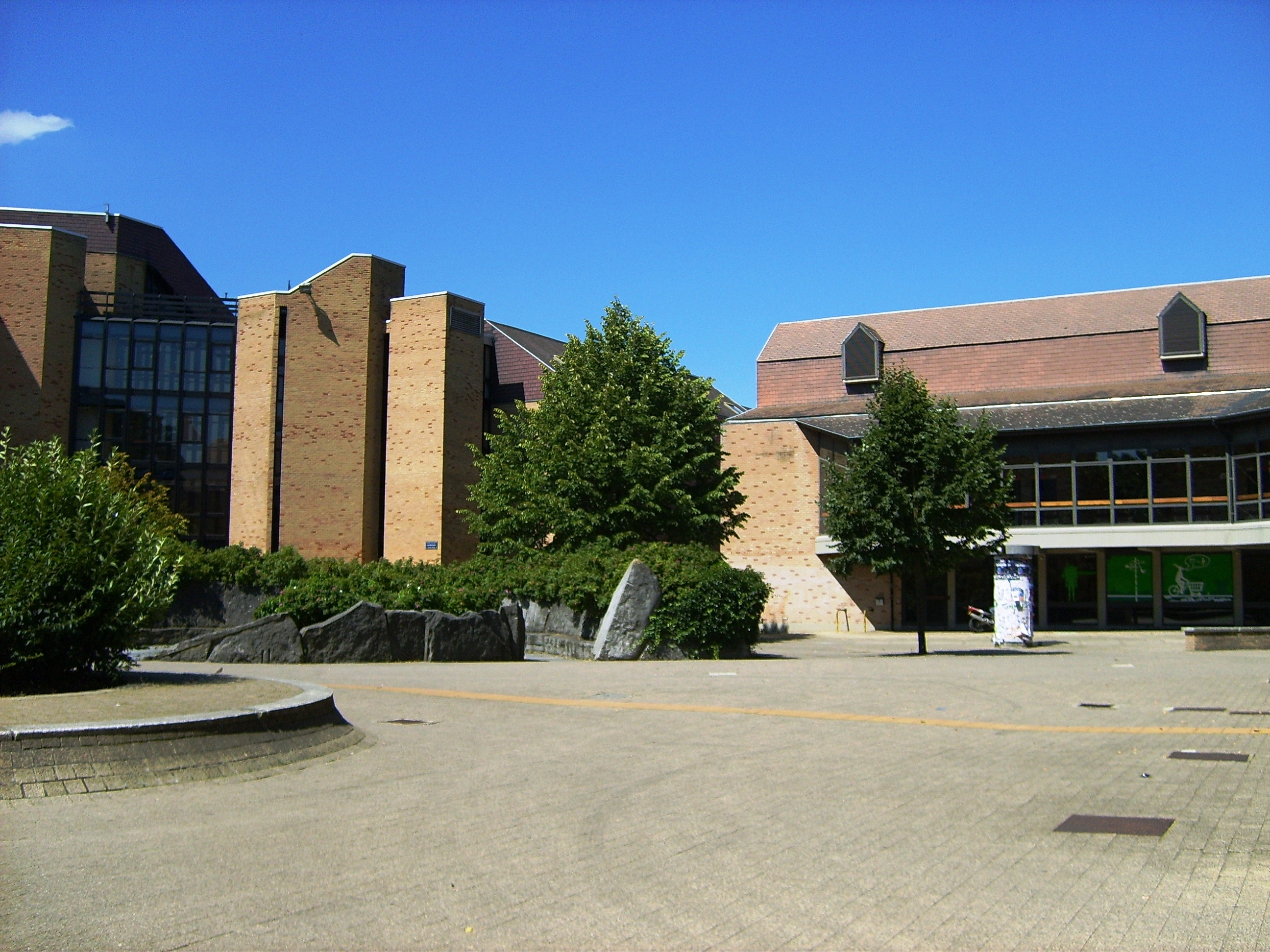
ساحة Montesquieu في Louvain-la-Neuve حيث تقع كلية الحقوق وعلم الجريمة.

الجامعة الكاثوليكية (بالإنجليزية: Université catholique de Louvain)‏ هي جامعة، وجامعة كاثوليكية، تأسست في 1968، و1425، و1 يوليو 1970، في بلجيكا، وكان مؤسسها هو John IV, Duke of Brabant ‏، وهي عضوة في IMCC ‏، وTop Industrial Managers for Europe ‏، ومجموعة كويمبرا، بلغ عدد طلابها 30824 ، و29933 ، و29186.